# Суперкубок Грузії з футболу 1996
Суперкубок Грузії з футболу 1996 — 1-й розіграш турніру. Матч відбувся 27 липня 1996 року між чемпіоном та володарем кубка Грузії клубом Динамо (Тбілісі) і фіналістом кубка Грузії клубом Динамо (Батумі).
| Володар Суперкубка Грузії 1996 |
| ------------------------------ |
|                                |
| Динамо (Тбілісі) Перший титул  |

## Матч

### Деталі
| 27 липня 1996 |

| Динамо (Тбілісі) | 4:0 | Динамо (Батумі) |
| ---------------- | --- | --------------- |
|                  |     |                 |

| Центральний стадіон, Батумі |